# لوفهوليك (مسلسل كوري)
لوفهوليك (هانغل: 러브홀릭) هو مسلسل تلفزيوني كوري جنوبي عرض عام 2005 من بطولة كانغ تا وكيم جيو ري ولي صن كيون ويو إينيونغ.  تم بثه على كي بي إس 2 من 2 مايو إلى 21 يونيو 2005 من اصل 16 حلقة.

## ممثلين

### فريق التمثيل الرئيسي
- كانغ تا بدور سيو كانغ ووك
- كيم جيو ري بدور لي يول جو
- لي صن كيون في دور كيم تاي هيون
- يو إينيونغ بدور يون جا كيونغ [3]

## المشاهدات
وفقًا لنيلسن كوريا، سجلت الدراما نسبة مشاهدة جيدة جدا، وانتهت بنسبة 5.6% على مستوى البلاد، وهي أعلى نسبه قد حققتها خلال فترة بثها.